# Fyrste af Asturien
Fyrste eller Fyrstinde af Asturien (spansk: Princípe/Princesa de Asturias) er en titel, som almindeligvis tildeles den spanske tronfølger. 
Den nuværende indehaver af titlen er prinsesse Leonor, ældste datter af kong Felipe 6. af Spanien.